# Роб Зомби
Роберт Бартлех Камингс (енгл. Robert Bartleh Cummings, 12. јануар 1965, Хејврил), познатији као Роб Зомби (енгл. Rob Zombie), амерички је режисер, сценариста, продуцент, певач и текстописац. Оснивач је хеви метал бенда White Zombie са којим је снимио четири студијска албума. Што се тиче филмске каријере, Зомби је најпознатији по остварењима у хорор жанру. Режирао је трилогију Фајерфлај, коју чине филмови Кућа хиљаду лешева (2003), Ђавољи шкарт (2005) и Троје из пакла (2019).
Током музичке каријере сарађивао је са Алисом Купером, Мерилином Менсоном, Озијем Озборном и Игијем Попом, а током филмске са својом супругом Шери Мун Зомби, Билом Мозлијем, Сидом Хејгом, Ди Волас, Тајлером Мејном и Малкомом Макдауелом.

## Филмографија
| Година | Филм                                 | Редитељ | Сценариста | Продуцент | Глумац |
| ------ | ------------------------------------ | ------- | ---------- | --------- | ------ |
| 2003.  | Кућа хиљаду лешева                   | Да      | Да         | Не        | Да     |
| 2005.  | Ђавољи шкарт                         | Да      | Да         | Да        | Не     |
| 2006.  | Гмизавци                             | Не      | Не         | Не        | Да     |
| 2007.  | Ноћ вештица 9                        | Да      | Да         | Да        | Да     |
| 2007.  | Грајндхаус: СС-овске вукодлакиње     | Да      | Да         | Да        | Не     |
| 2009.  | Ноћ вештица 10                       | Да      | Да         | Да        | Не     |
| 2009.  | Уклети свет суперзвери               | Да      | Да         | Да        | Не     |
| 2010.  | Супер                                | Не      | Не         | Не        | Да     |
| 2010.  | Истражитељи из Мајамија (епизода ЛА) | Да      | Не         | Не        | Не     |
| 2012.  | Господари Сејлема                    | Да      | Да         | Да        | Не     |
| 2014.  | Хорор шоу Роба Зомбија               | Да      | Не         | Не        | Да     |
| 2014.  | Чувари галаксије                     | Не      | Не         | Не        | Да     |
| 2016.  | 31                                   | Да      | Да         | Да        | Не     |
| 2017.  | Чувари галаксије 2                   | Не      | Не         | Не        | Да     |
| 2019.  | Троје из пакла                       | Да      | Да         | Да        | Не     |
| 2022.  | Мунстерови                           | Да      | Да         | Да        | Не     |